# انجمن سلطنتی کانادا
انجمن سلطنتی کانادا (فرانسوی: Société royale du Canada‎) (RSC) که به عنوان آکادمی‌های هنر، علوم انسانی و علوم کانادا (به فرانسوی: Académies des arts, des lettres et des Sciences du Canada) نیز شناخته می‌شود، شورای ملی دوزبانه متشکل از دانشمندان، انسان گرایان، دانش‌پژوهان و هنرمندان برجسته و ارشد کانادایی است. هدف اصلی RSC ترویج یادگیری و تحقیق در هنر، علوم انسانی و علوم است. RSC آکادمی ملی کانادا است و برای ترویج تحقیقات و دستاوردهای علمی کانادا به هر دو زبان رسمی، به رسمیت شناختن برتری علمی و هنری، و مشاوره به دولت‌ها، سازمان‌های غیردولتی و کانادایی‌ها در مورد موضوعات مورد علاقه عمومی وجود دارد.